# Shantel VanSanten
Shantel VanSanten (Luverne, Minnesota, 25 de julho de 1985) é uma atriz e modelo norte-americana. Na televisão, ela interpretou Quinn James no seriado One Tree Hill. No cinema, ela apareceu nos filmes You And I e Premonição 4. Como modelo, ela tem sido destaque em revistas como a Teen Vogue e Seventeen, além atuar na segunda temporada da série The Flash como Patty Spivot. De 2016 a 2018 estrelou a série da USA Network, Shooter, ao lado de Ryan Phillippe. Atualmente VanSanten estrela a série espacial da Apple TV+ For All Mankind.

## Biografia
VanSanten nasceu em Luverne, Minnesota. Ela é descendente de holandeses e noruegueses. VanSanten foi criada em Dallas, Texas, onde ela participou Verbo Encarnado Academy (uma escola College Girls PREP), em Houston e Texas Christian University, em Fort Worth. Enquanto estudava na Universidade, VanSanten também começou sua carreira como modelo e com quinze anos para o Page Parkes Management.

## Carreira
VanSanten apareceu pela primeira vez como finalista na realidade da série de televisão NBC Sports Illustrated: Swimsuit Model Search, mas foi eliminada no primeiro episódio da série. Em 2007, foi anunciado que tinha assinado em uma adaptação cinematográfica do romance de tATu Come Back. As filmagens decorreram ao longo de 2007 em Los Angeles, Califórnia e em Moscovo, Rússia. Estrelou ao lado de Mischa Barton.
VanSanten apareceu como Lori Milligan no filme Premonição 4 em 2009, O filme é o quarto capítulo da quadrilogia de horror Premonição. O filme foi lançado 28 de agosto de 2009 e foi lançado em 3-D nos principais cinemas selecionados em todo o mundo.
Em 2009, ela fez uma aparição na série de televisão CSI: NY no episódio She's Not There como Tara Habis. Entrou como um personagem regular na série de televisão CW drama teen One Tree Hill como Quinn James na sétima temporada da série. A sétima temporada da série estreou em 14 de setembro de 2009. BuddyTV a colocou na lista das "100 mulheres mais sexy de 2010 da TV", ela ficou na 24º, e na 21º em 2011.
VanSanten estrela como Christine em Something Wicked, que teve seu lançamento no dia 25 de agosto de 2011. O filme é o último da atriz Brittany Murphy, que interpreta Susan a irmã de VanSanten no filme.

## Filmografia
| Filmes    | Filmes                                           | Filmes         | Filmes                            |
| Ano       | Títuto                                           | Papel          | Notas                             |
| --------- | ------------------------------------------------ | -------------- | --------------------------------- |
| 2005      | Three Wise Guys                                  | Linda Garota   | Filme de TV                       |
| 2006      | Savage Spirit                                    | Lori           | Direto para DVD                   |
| 2007      | Spellbound                                       |                | Filme de TV                       |
| 2008      | The Open Door                                    |                |                                   |
| 2009      | The Final Destination                            | Lori Milligan  |                                   |
| 2009      | In My Pocket                                     | Sophie         |                                   |
| 2010      | Remembrance                                      | Rebecca Levine |                                   |
| 2011      | You And I                                        | Janie Sawyer   |                                   |
| 2011      | Die verlorene Zeit                               | Rebecca Levine |                                   |
| 2012      | A Golden Christmas 3                             | Heather Hartly | Filme de TV                       |
| 2014      | Something Wicked                                 | Christine      |                                   |
| Televisão |                                                  |                |                                   |
| Ano       | Título                                           | Papel          | Notas                             |
| 1999      | Steel Angel Kurumi                               | Kaori          | Outro Nome: Kôtetsu tenshi Kurumi |
| 2005      | Sports Illustrated: Swimsuit Model Search        | Ela Mesma      |                                   |
| 2009      | CSI: NY                                          | Tara Habis     | Episódio: "She's Not There"       |
| 2009      | Up Close with Carrie Keagan                      | Ela Mesma      | Série de TV                       |
| 2009-2012 | One Tree Hill                                    | Quinn James    | Protagonista                      |
| 2010      | Body Count: The Deaths of 'The Final Destination | Ela Mesma      | Documentário                      |
| 2013      | Gang Related                                     | Jessica        | Episódio: "1.1"                   |
| 2013      | Beauty and the Beast                             | Tyler          | 3 episódios                       |
| 2013      | The Glades                                       | Jackie         | Episódio: "Yankee Dan"            |
| 2015      | The Messengers                                   | Vera Buckley   | Protagonista                      |
| 2015-2016 | The Flash                                        | Patty Spivot   | Recorrente                        |
| 2015      | The Night Shift                                  | Chloe          | Episódio:"Eyes Look Your Last"    |
| 2016–2018 | Shooter                                          | Julie Swagger  | Protagonista                      |
| 2016      | Rush Hour                                        | Victoria       | Episódio:"Familee Ties"           |
| 2016      | Timeless                                         | Kate Drummond  | Episódio:"Pilot"                  |
| 2018      | Scorpion                                         | Amy Berkstead  | 2 episódios                       |
| 2019–2020 | The Boys                                         | Becca Butcher  | Elenco recorrente                 |
| 2019–2022 | For All Mankind                                  | Karen Baldwin  | Papel principal                   |